# Entscheidung unter Unsicherheit
Von Entscheidungen unter Unsicherheit spricht man im Rahmen der Betriebswirtschaftslehre und Entscheidungstheorie dann, wenn der Entscheidungsträger den eintretenden Umweltzustand nur mit Unsicherheit kennt und er mithin nicht sämtliche Konsequenzen aus einer Entscheidung voraussagen kann.

## Allgemeines
Entscheidungen unter Unsicherheit hängen unmittelbar mit dem zugrunde liegenden Informationsgrad zusammen, bei ihnen liegt unvollständige Information im Hinblick auf Daten der Vergangenheit, Gegenwart und Zukunft zugrunde. Der Entscheidungsträger verfügt über unsichere Erwartungen, und die mit der Entscheidung verbundenen Konsequenzen sind nicht vollständig absehbar. Die Aufteilung der konstitutiven Entscheidungen nach dem Informationsgrad geht auf Erich Gutenberg zurück. Daneben unterschied er noch die Entscheidung unter Sicherheit und Entscheidung unter Risiko. Bei der Entscheidung unter Unsicherheit liegt der Informationsgrad zwischen > 0 % und < 100 %. Bei 0 % handelt es sich um Ignoranz.

## Informationsgrad
Die Entscheidung unter Unsicherheit ist einzuordnen in den ihr zugrunde liegenden Informationsgrad. Der abgestufte Informationsgrad lautet dabei konkret: Sicherheit, Risiko, Ungewissheit und Unsicherheit. Um Sicherheit handelt es sich, wenn der Eintritt eines künftigen Umweltzustands zu 100 % determiniert ist (Entscheidung unter Sicherheit). Beim Risiko können den möglichen Ausprägungen künftiger Umweltzustände subjektive oder objektive Eintrittswahrscheinlichkeiten zugeordnet werden (Entscheidung unter Risiko); Ungewissheit kennzeichnet eine Entscheidungssituation, bei der die möglichen Ausprägungen künftiger Umweltzustände zwar bekannt sind, aber keine Wahrscheinlichkeiten zugeordnet werden können. Unsicherheit schließlich beinhaltet die Möglichkeit von ex post-Überraschungen (Entscheidung unter Unsicherheit). Letztere sind der „Wechsel der Erwartung aufgrund des Eintreffens neuer Daten“. Andere Autoren stufen ab nach Sicherheit, Quasi-Sicherheit, Risiko, Unsicherheit, rationale Indeterminiertheit und Ignoranz. Ignoranz besteht in einem vollständigen Fehlen von Daten oder Informationen, so dass eine rationale Entscheidung nicht möglich ist.

## Übersicht
Nach dem Informationsgrad einzelner Merkmale können folgende Entscheidungsarten unterschieden werden:
| Entscheidungsart                | Merkmale |
| ------------------------------- | --- |
| Entscheidung unter Sicherheit   | alle Umweltzustände sind bekannt |
| Entscheidung unter Unsicherheit | tatsächliche Umweltzustände sind nicht bekannt; eine Wahrscheinlichkeitsverteilung über die möglicherweise eintretenden Umweltzustände ist bekannt       |
| Entscheidung unter Ungewissheit | tatsächliche Umweltzustände sind nicht bekannt; eine Wahrscheinlichkeitsverteilung über die möglicherweise eintretenden Umweltzustände ist nicht bekannt |
| Entscheidung unter Risiko       | den möglichen Umweltzuständen können bestimmte Eintrittswahrscheinlichkeiten zugeordnet werden                                                           |

Die einzelnen Entscheidungsarten unterscheiden sich danach, welches Merkmal bekannt und welches unbekannt ist.

## Unsicherheitsgrade
Auch wenn sich noch kein einheitlicher Sprachgebrauch entwickelt hat, so unterscheidet Wolfgang Müller, je nachdem, ob die Eintrittswahrscheinlichkeiten für die Umweltzustände bekannt sind, zwischen folgenden zwei Graden von Unsicherheit:
Der Entscheidungsträger hat die Wahl zwischen verschiedenen Alternativen {\displaystyle a_{i}}, die abhängig von den möglichen Umweltzuständen {\displaystyle s_{j}} sind.
- Entscheidung unter Risiko: Dem Entscheider sind die von seiner Entscheidung abhängigen Eintrittswahrscheinlichkeiten {\displaystyle w_{j}} der Umweltzustände {\displaystyle s_{j}} objektiv (z. B. beim Lotto) oder subjektiv (aufgrund von Schätzungen oder von Vergangenheitswerten) bekannt. Dabei muss die Summe der Wahrscheinlichkeiten gleich 1 sein:

{\displaystyle \quad \sum _{j}w_{j}} = 1.
- Entscheidung unter Ungewissheit: Dem Entscheider sind nur die von seiner Entscheidung abhängigen möglichen Umweltzustände {\displaystyle s_{j}} bekannt, er kann jedoch keine Aussage über die Wahrscheinlichkeiten treffen, mit denen diese Umweltzustände eintreten werden.

Frank Knight unterschied 1921 in seinem Buch Risk, Uncertainty and Profit eine weitere Eskalationsstufe von Unsicherheit:
Entscheidung unter vollkommener Unsicherheit (Knightsche Unsicherheit): Dem Entscheidungsträger sind weder die von seiner Entscheidung abhängigen Eintrittswahrscheinlichkeiten {\displaystyle w_{j}} der Umweltzustände {\displaystyle s_{j}} noch die von seiner Entscheidung abhängigen möglichen Umweltzustände {\displaystyle s_{j}} bekannt. Für diese Entscheidungssituationen schlägt Saras D. Sarasvathy als Entscheidungshilfe die Entscheidungslogik Effectuation vor.
Gemäß dem Ökonom Hans-Werner Sinn kann die Unterteilung der beiden genannten Entscheidungssituationen auch unter der Berücksichtigung von Wahrscheinlichkeitshierarchien erfolgen. Mit Wahrscheinlichkeitshierarchien ist gemeint, dass es für sämtliche Zustände alternative Wahrscheinlichkeitsverteilungen gibt. Somit lassen sich Risiko und Ungewissheit folgendermaßen unterscheiden:
- Entscheidung unter Risiko: Die Wahrscheinlichkeiten können mit Sicherheit bestimmt werden, und es liegt eine völlig bekannte Wahrscheinlichkeitshierarchie vor.
- Entscheidung unter Ungewissheit: Die Wahrscheinlichkeiten sind völlig unbekannt, und die Wahrscheinlichkeitshierarchien können nur teilweise dargestellt werden. Nach Sinn können diese beiden genannten Grade stets auf eine „sicher bekannte objektive Wahrscheinlichkeit“ zurückgeführt werden. Diese kann dann für weitere Analysen und Entscheidungen genutzt werden. Mit Hilfe von subjektiv geschätzten Wahrscheinlichkeiten kann auch eine Überleitung von der Ungewissheit zu Risiko erfolgen.[13][14]

## Prinzip des unzureichenden Grundes
Sind keinerlei Wahrscheinlichkeiten gegeben oder ist das Auftreten eines Umweltzustands nicht glaubwürdiger als das eines anderen, kann dem Prinzip des unzureichenden Grundes gefolgt werden. Hierbei werden alle möglichen Zustände als gleich wahrscheinlich betrachtet. Somit treten die Zustände mit der gleichen Wahrscheinlichkeit auf, und die Wahrscheinlichkeit wird als sichere objektive Größe angesehen. Dies entspricht dem Entscheidungskriterium mit Hilfe des Erwartungswerts. Diese Regel wird als Laplace-Regel bezeichnet. Eine Begriffsunterscheidung zwischen Unsicherheit und Risiko wäre somit nicht notwendig.
Ein einfaches Beispiel für dieses Prinzip ist das Ziehen von Kugeln mit den Farben rot und blau aus einer Urne. Bei völlig gleichmäßig verteilten Kugeln gibt es keinen Anreiz, dass eine Farbe eher als eine andere gezogen wird. Somit ist das Ziehen der Farbe Rot gleich wahrscheinlich wie eine blaue Kugel zu ziehen.

## Risiko im Risikomanagement
Im allgemeinen Sprachgebrauch wird Risiko oft als Gefahr des Misslingens einer Handlung oder Aktivität verstanden. Im betriebswirtschaftlichen Fokus ergeben sich aus dem Risiko sowohl positive (= Gewinnchancen) als auch negative Abweichungen (= Verluste). Dabei können sich verschiedene Risiken gegenseitig kompensieren. Diese mögliche Risikokompensation muss in einer allgemeinen Risikodefinition beachtet werden. Aus diesem Grund definiert Werner Gleißner den Risikobegriff im Unternehmen folgendermaßen:

„Risiko ist die aus einer nicht sicher vorhersehbaren Zukunft resultierende, durch ‚zufällige‘ Störungen verursachte Möglichkeit, vom geplanten Zielen abzuweichen.“

Somit wird im Risikomanagement oft keine Unterteilung in Ungewissheit und Risiko vorgenommen, sondern der Begriff Risiko verdeutlicht hier die gesamte Unsicherheit. Die Rechtfertigung hierfür ist, dass bei Situationen unter Ungewissheit Wahrscheinlichkeiten mit den jeweils bestverfügbaren Informationen geschätzt werden können, wodurch eine Überleitung zur Risikosituation vorgenommen wird.

## Entscheidungsregeln

### Regeln für die Entscheidung unter Risiko
Bayes-Regel
Da bei der Entscheidung unter Risiko die Eintrittswahrscheinlichkeiten der Umweltzustände bekannt sind, kann hier die Bayes-Regel (auch μ-Regel genannt) angewendet werden. Bei dieser Regel wird diejenige Handlungsalternative gewählt, welche den größten mathematischen Erwartungswert hat.
μ-σ-Regel
Die μ-σ-Regel berücksichtigt sowohl den Erwartungswert als auch die Risikoeinstellung des Entscheiders. Dabei wird die Standardabweichung σ genutzt. Ist der Entscheider risikofreudig so wird er bei gleichem Erwartungswert μ die Alternative wählen, welche ein höheres σ aufweist. Wenn der Entscheider risikoavers ist, wird er eher die Alternative wählen, welche bei gleichen μ die geringere Standardabweichung hat. Bei einem risikoneutralen Entscheider entspricht die Regel der Bayes-Regel. Bevor die μ-σ-Regel angewendet werden kann, sollte immer geprüft werden, ob die Voraussetzung der Normalverteilung erfüllt sind.
μ-R-Regel
Bei dieser verallgemeinerten Regel wird die Entscheidung davon abhängig gemacht, was für ein bestimmter Erwartungswert µ und ein prinzipiell beliebiges Risikomaß R vorliegen. Das μ-σ-Prinzip stellt somit einen Spezialfall dieser Regel dar.
Bernoulli-Prinzip
Beim Bernoulli-Prinzip werden die Handlungsergebnisse mithilfe von Risikonutzenfunktionen zu Nutzenwerten berechnet. Jeder Entscheider hat dabei eine individuelle Risikonutzenfunktion, welche seine Risikopräferenz widerspiegelt. Konvexe Funktionsverläufe stehen dabei für einen risikoaversen Entscheider und konkave Verläufe für einen risikofreudigen Entscheider. Es ist jedoch zu beachten, dass jeder Mensch in verschiedenen Situationen nicht immer gleich auf Risiken reagiert. Die individuelle Risikofunktion kann also beide Verläufe, abhängig von den Umweltzuständen, darstellen.

### Regeln für die Entscheidung unter Ungewissheit
In der Entscheidungstheorie wurden zahlreiche Verfahren entwickelt, um trotz der Ungewissheit geeignete Entscheidungsregeln anwenden zu können. Diese spiegeln oft eine bestimmte Präferenz zum Risiko wider. Die bekanntesten Regeln sind hierbei:
Maximin-Regel (nach Abraham Wald)
Bei dieser Regel geht man von einem pessimistischen Entscheidungsträger aus. Es wird immer der Wert gewählt, welcher beim Eintreten des ungünstigsten Umweltzustands am größten ist.
Maximax-Regel (nach Abraham Wald)
Bei dieser Regel geht man von einem optimistischen Entscheidungsträger aus. Es wird stets der Wert gewählt, welcher beim Eintreten des günstigsten Umweltzustands am größten ist.
Weitere Regeln sind die Hurwicz-Regel (nach Leonid Hurwicz) und die schon erwähnte Laplace-Regel.

## Safety-First-Ansatz
Ein Ansatz im Bereich des Risiko- und Portfoliomanagements ist der Safety-First-Ansatz (deutsch ‚Sicherheit geht vor‘). Bei diesem Ansatz wird das Risiko beschränkt, sodass es eine festgesetzte obere Grenze nicht überschreitet. Dabei spielen Nebenbedingungen von unternehmerischen Entscheidungen zentrale Rollen. Somit wird im Safety-First-Ansatz Risiko als Verlustgefahr definiert. Dieser Ansatz wird bei Entscheidungsfindungen eingesetzt, bei den die Wahl zwischen riskanten Handlungsalternativen getroffen werden soll (z. B. bei Versicherungsunternehmen).
Beispielsweise wird bei einem Unternehmen eine maximale Verlustwahrscheinlichkeit oder eine höchste zugelassene Insolvenzwahrscheinlichkeit für einen bestimmten Zeithorizont festgelegt. Das Risiko wird somit nach oben beschränkt. Dabei spielt die sogenannte Shortfall-Wahrscheinlichkeit eine wichtige Rolle. Diese quantifiziert die Gefahr der Unterschreitung (= negative Abweichung) von bestimmten Zielgrößen. Ein Beispiel für eine Verbindung zwischen der Shortfall-Wahrscheinlichkeit und der Insolvenzwahrscheinlichkeit wäre die Vorgabe eines Mindestratings eines Unternehmens. Dieses entspricht der akzeptierten Insolvenzwahrscheinlichkeit und sie lässt sich außerdem als Anwendung der Shortfall-Wahrscheinlichkeit für vom Unternehmen vorgegebene Nebenbedingung interpretieren.
Es gibt drei Arten des Safety-First-Ansatzes:
1. Die Shortfall-Wahrscheinlichkeit des Portfolios wird minimiert.[24]
2. Es gibt eine maximal akzeptierte Shortfall-Wahrscheinlichkeit des Portfolios. Nun wird die maximale zu erwartende Rendite ausgewählt, ohne die festgesetzte Grenze zu überschreiten.[25]
3. Es wird eine maximal akzeptierter Shortfall-Wahrscheinlichkeit und eine angestrebte Mindestrendite festgesetzt. Unter den Portfolios, welche beide Voraussetzungen erfüllen, wird jenes ausgewählt, welches die höchste Rendite aufweist.[26]

Bei der Betrachtung der drei Arten wird deutlich, dass die Safety-First-Ansätze nicht der Erwartungsnutzenmaximierung der allgemeinen Erwartungsnutzentheorie folgen. Es wird vielmehr eine Rendite-Risiko-Kombination von Portfolios abgeleitet, welche die geforderte Mindestanforderung an Sicherheit bieten.